# Afføringsmiddel
Afføringsmiddel, også kaldt laksativ , eller laksantia, er et middel for at fremme afføring, såkaldt defækation. Afføringsmidler bruges ved forstoppelse og før visse undersøgelser og operationer.

## Typer
Det findes adskillige typer af afføringsmidler. 

### Bulkmidler
- Volumenøgende middel er midler, som tiltrækker væske i tarmen, og som fører til at der kommer mere afføring. Tarmindholdet udvides og stimulerer tarmvæggen og bevægelserne i den (den såkaldte Peristaltik). Sådanne afføringsmidler kan være kostfiber (for eksempel hvedeklid), hørfrø, loppefrø
- Andre vandbærende midler trækker også væske til sig. Sådanne midler kan være magnesiumsulfat og sukkerarter som mannitol, sorbitol og laktulose.

### Stimulerende midler
- Smørende og blødgørende afføringsmidler er olier som blødgør og smører tarmene sådan at tarmindholdet glider lettere. Smørende afføringsmidler kan for eksempel være flydende petroleum.
- Irriterende afføringsmidler, eller midler som stimulerer sekretproduktionen og motorikken i tarmene, vil irritere og stimulere slimhinderne og øge aktiviteten. Det kan være lakseolier og lægemidler som Pursenid, Toilax og Dulcolax.

Desuden er daglig fysisk aktivitet og rigelig med væske fremmende for afføringen.